# 134
134 рік — невисокосний рік, що почався в п'ятницю за григоріанським календарем. 
Римська імперія •  Парфянське царство •  Кушанське царство •  Східна Хань •  Сармати

## Геополітична ситуація
Римську імперію очолює імператор Адріан (до 138). Імперія  займає Апеннінський, Піренейський та Балканський півострови, Галлію, частину Британії, Близький Схід, Північну Африку включно з Єгиптом. 
Наймогутніша держава центральної Азії — Парфянське царство. Наймогутніша держава Індостану — Кушанське царство. Династія Хань править у Китаї.  Корейський півострів ділять між собою Три корейські держави. 
Триває докласичний період цивілізації мая.
На території майбутньої України, в степах Причорномор'я, кочують сармати, північніше — племена Черняхівської культури.

## Події

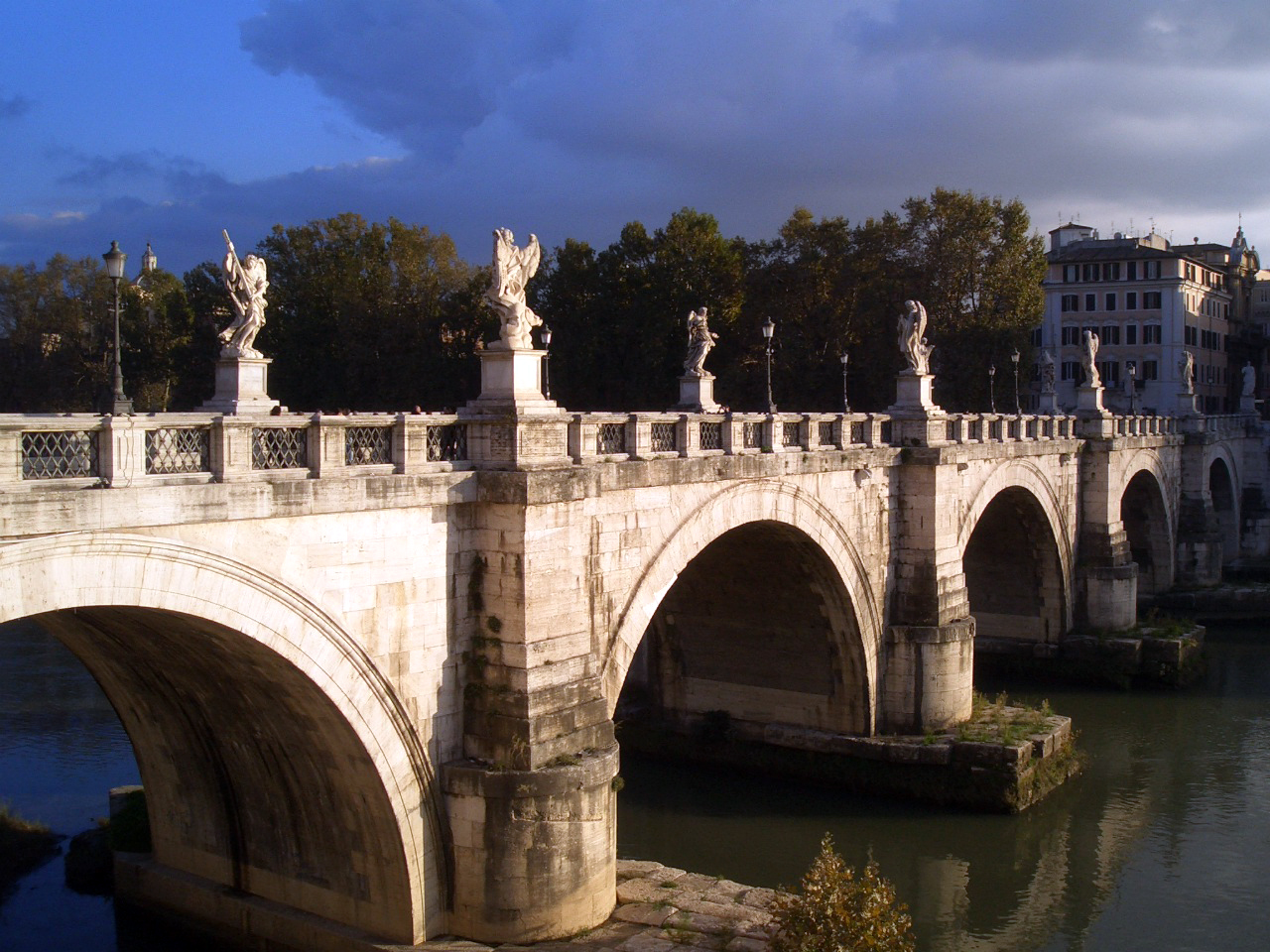
Pons Aelius у Римі (сьогодні Міст Святого Ангела)

- Римськими консулами були Луцій Юлій Урс Сервіан та Тит Вібей Вар[1].
- Римський імператор Адріан приїхав в Юдею і поставив Юлія Севера  на чолі римської армії в Юдеї. Продовжувалася запекла боротьба між повстанцями Бар-Кохби та римськими легіонами[1].
- Римляни взяли Єрусалим і перейменували зруйноване місто, назвавши його Елія Капітоліна.
- Намісник Каппадокії Арріан відбив напад аланів[2].
- У Римі через річку Тибр відкрито Pons (міст) Aelius (сьогодні Міст Святого Ангела)[1].
- У Тіволі, за 30 км на північний схід від Рима, завершено будівництво літньої резиденції імператора Вілли Адріана[1].
- В Іберії почалося  правління Фарасмана III (дата приблизна).

### Азія
- Ханці вели війну з цянами (тибетцями).
- Розбито північних хунну.
- Правителем Сілли замість Чими став Ільсон.

### У науці
- У Римі засновано перший Атеней — школу риторики, права й філософії, прообраз західного університету[1].
- Спостерігалося сполучення планет Юпітер і Сатурн в сузір'ї Козорога.

## Померли
- після 134 — Квінт Тіней Руф — державний та військовий діяч Римської імперії.
- після 134 — Квінт Марцій Турбон — державний та військовий діяч Римської імперії.